# Зиньковский, Анатолий Павлович
Анатолий Павлович Зиньковский — украинский учёный в области механики, член-корреспондент НАН Украины (2021).
Родился 10.08.1949 в пгт Деркачи Харьковской области.
Окончил Харьковский политехнический институт (1972).
С 1973 г. работал в Институте проблем мощности имени Г. С. Писаренко АН УССР (НАНУ), с 2000 г. зав. отделом колебаний в роторных системах, с 2006 г. зав. отделом колебаний и вибрационной надежности, с 2015 г. одновременно зам. директора по научной работе.
По совместительству в 2002—2011 гг. профессор кафедры механики Национального авиационного университета.
Доктор технических наук (1996), профессор (2008). Член-корреспондент НАН Украины (2021).
Заслуженный деятель науки и техники Украины (2018). Награждён Почётной грамотой Верховной Рады — за особые заслуги перед украинским народом (2016), и знаками НАНУ «За профессиональные достижения» (1999) и «За научные достижения» (2018). Лауреат премии имени С. П. Тимошенко НАНУ.
Соавтор сборника:
- Прочность материалов и конструкций. К., 2005.

Умер 1 августа 2022 года.
Жена — Светлана Викторовна, дочь — Ольга.